# Podengo galego
Il podenco galego meglio podengo galego  è un cane da caccia tipo podenco originario della regione della Galizia in Spagna. La razza si chiama Podengo e non Podenco perché il galiziano è più vicino al portoghese che allo spagnolo.

## Storia
Il Podengo galego prende il nome dalla provincia in cui ha avuto origine, la Galizia, nell'angolo nord-ovest della Spagna, dove è particolarmente conosciuto dai distretti di Pontevedra e Ourense; è molto raro fuori dalla Galizia. 
Il podengo galiziano si trova in tutta la parte nord-occidentale della penisola iberica ed è imparentato con il podengo portoghese di medie dimensioni.
La razza è antica e la sua forma ceppo era la stessa di quella di altri podenco, come l'antico cane da caccia egiziano egiziano o tesem, che visse intorno al 4000 a.C. in Egitto, Eritrea e Somalia.
Il cane da caccia egiziano, invece, ebbe probabilmente origine intorno al 6000 a.C. Dai cani neolitici del Medio Sahara dalle orecchie verticali, simili a levrieri, che vivevano in Algeria. 
I cani nordafricani si diffusero gradualmente in tutta l'area mediterranea con i Cretesi (2000 a.C.), Fenici (1000 a.C.), Greci e Cartaginesi. 
Gli antichi romani li apprezzavano come cani da lepre.
Il Podengo galego non differisce così tanto dagli altri podenco, tuttavia, che è stato riconosciuto in Spagna come razza separata nel 2001. 
Lo standard di razza è stato pubblicato dalle autorità locali il 26 aprile 2001, questo è stato il risultato diretto di un piano d'azione per promuovere le razze canine locali in Galizia, avviato dal Ministero dell'Alimentazione e dell'Agricoltura nel 1999. 
Il 2 agosto 2001 è arrivato il riconoscimento nazionale. 
Il 2 febbraio 2002 è stato fondato il primo Circolo Razza, il Circolo Razza "Podengo Galego".

## Caratteristiche
Il Podengo galego è un cane di taglia media ed è disponibile solo in una variante di taglia, a differenza di molti altri podenco. 
Il corpo è rettangolare, la pelle è asciutta e il torace è profondo e relativamente stretto, mentre il ventre è ben disteso (ma non quanto nella lince ). 
La coda è attaccata alta e di media lunghezza, e spesso un po' più pelosa del resto del corpo. 
Normalmente è portata appesa come una sciabola, ma è estesa all'altezza dei fianchi quando corre o si muove velocemente. 
Può anche essere tenuto alto quando è eccitato, ma non dovrebbe essere indossato arricciato. 
La testa è piramidale e il cranio è stretto e piatto senza uno stop particolare. 
Le orecchie sono triangolari, erette e di media grandezza, ma con una base relativamente larga.
Il mantello è normalmente corto, denso e relativamente folto. 
Alcuni cani possono avere il pelo più lungo e un accenno di crescita della barba (crescita del pelo un po' più lunga) sul muso, ma i peli non devono essere rigidi o striati. Il colore di base è preferibilmente color cannella, ma può variare dal quasi sabbia al bruno rossiccio e al marrone fegato scuro/cioccolato. 
Sono comuni anche il picchio cannella e il picchio arancione. 
I cani con un colore di base marrone fegato/cioccolato hanno spesso una fascia bianca attorno al collo e segni bianchi su petto, fronte, coda e zampe.
I maschi devono avere un'altezza al garrese di 46–52 cm e pesare ca. 12–15 kg, mentre le femmine devono avere un'altezza al garrese di 42–46 cm e pesare ca. 10-13 kg.
Il Podengo galego è un cane molto veloce con una buona resistenza. Si muove facilmente e senza sforzo sui terreni accidentati ed ha un galoppo saltellante.